# Ernesto Esposito
Ernesto Esposito (Milano, 12 luglio 1939 – Lecco, 30 aprile 2012) è stato un compositore e didatta italiano.

## La vita
Nasce a Milano il 12 luglio 1939 e viene introdotto giovanissimo allo studio della musica. Già a due anni la madre lo avvia allo studio della musica; comincia prestissimo a comporre piccoli brani per pianoforte ed esegue alcune sonatine di Clementi già a quattro anni. Prosegue lo studio del pianoforte con Luisa Lombardi. Nel 1945 viene ammesso all'età di sei anni al Conservatorio di Musica "G. Verdi" di Milano, dove compie gli studi di pianoforte con Carlo Vidusso e E. Calace, di composizione con O. Fiume e A. Maggioni, di musica e direzione di coro con A. Bortone, di Polifonia corale con G. Farina, di direzione d'orchestra con A. Votto, di clavicembalo con G. Paoli Padova e E. Giordani Sartori. Svolge da subito un'intensa attività concertistica, viene invitato negli studi della RAI di Milano dove, oltre ad eseguire in diretta televisiva alcuni brani, viene intervistato come ragazzo prodigio. La sua attività concertistica si amplia alla direzione di coro.
Musica molte poesie di Salvatore Quasimodo, che conosce e frequenta durante gli studi di composizione e con cui è in profonda sintonia.
Nel 1964 partecipa al concorso di composizione Giacomo Puccini dove riceve il II premio (I non assegnato) con Due Liriche per Mezzosoprano e Pianoforte, su testi di Salvatore Quasimodo.
La sua attività didattica inizia nel 1965 a Bari dove insegna Esercitazioni Corali. Presso l'Abbazia di Noci, su invito di Nino Rota, tiene un corso di musica sacra e inizia una collaborazione con monsignor Biella e il suo coro "Polifonica Ambrosiana". Grazie a questo incontro viene realizzata una delle prime registrazioni moderne del Magnificat e di altri mottetti di Claudio Monteverdi in cui Ernesto è clavicembalista e assistente musicale. Diventa anche clavicembalista e direttore di registrazione, per la casa Arcophon, del complesso da camera I solisti di Milano, diretto da A. Ephrikyan e composto da strumentisti dell'orchestra del Teatro alla Scala di Milano. Nel 1966 si sposa con la violoncellista ungherese Caterina Rado, da cui ha due figlie, Chiara e Laura.
Dal 1966 è docente di Pianoforte Principale al Conservatorio "Giuseppe Verdi" di Milano. Nella sua classe si formano numerosi professionisti.
Nel 1970 diventa vicepresidente del Gruppo Giovani Musicisti Contemporanei, di cui era entrato a far parte pochi anni prima in veste di compositore ed esecutore.
Inizia una collaborazione con l'Istituto E. De Martino per il quale elabora trascrizioni di musica popolare italiana del nord Italia. Fruttuosa è stata la collaborazione con il cantautore milanese Ivan Della Mea come trascrittore.
Nel 1974 si trasferisce con la famiglia in Valsassina (LC) alla ricerca di un ambiente tranquillo e qui si appassiona alle scienze naturali e alla fotografia.
In quegli anni molte sue pubblicazioni sono pubblicate dalle case editrici Musica Sacra, Carisch, Curci, Rugginenti e trasmesse via radio da Radio Tre, Rai Regione Alto Adige, Radio della Svizzera Italiana.
Contribuisce a fondare due scuole: la scuola di musica "G. Puccini" di Gallarate, ora ISSM, e, negli anni '80, la scuola di musica Villa S. Giuseppe presso Crevenna (Erba) con E. Ghioni.
Nel 1986 fonda l'Orchestra Giovanile Lecchese con il cornista e amico Silvio Romeo.
Nel 1992 lascia l'insegnamento per dedicarsi all'attività di direttore artistico e tecnico del suono collaborando principalmente alla realizzazione dei numeri speciali della rivista Amadeus. Nello stesso ruolo collabora con le case discografiche Musica Sacra, Philips, Polygram, Paragon, Stradivarius, Carrara. Contemporaneamente riprende la propria attività di compositore prevalentemente dedicata alla musica vocale sacra.
Collabora con numerosi gruppi non professionisti tra cui I piccoli musici di Casazza (BG) diretti dal maestro Mario Mora, e con l'Accademia Corale di Lecco diretta dal maestro Antonio Scaioli.
È degli ultimi anni della sua vita la collaborazione con il Centro Culturale San Fedele di Milano, che lo porta ad essere parte di giurie di concorsi
Ernesto Esposito muore a Lecco nel 2012 all'età di 72 anni.

## La didattica
La creatività di Ernesto Esposito si esprime nel campo della didattica nella ricerca di una metodologia basata sullo studio attento dell'anatomia e della fisiologia della mano, nonché della postura del corpo dell'allievo. Questa tecnica, finalizzata ad ottenere grandi varietà timbriche e metriche, è tesa a riprodurre il più fedelmente possibile l'idea musicale del compositore, come lavora il restauratore con un'opera d'arte. Inoltre ritiene l'ascolto dell'altro un fondamentale elemento di crescita personale di ogni esecutore

## La musica
I suoi lavori come compositore evidenziano la ricerca di un linguaggio personale e riconoscibile, senza seguire scuole o tendenze, ma non escludendo nessuna tecnica esistente. In ogni suo lavoro è sempre presente una speciale attenzione alla parola e al canto con l'intenzione di "far parlare anche i suoni" (Francesco Catena).
Nel 1977 realizza il commento sonoro al video "Aleph sestetto" di Alfredo Chiappori realizzato con la tecnica dello stop motion. Vengono utilizzati frammenti corali a commento e sottolineatura delle combinazioni cromatiche presenti nel video.

### Musica Strumentale
- Komura sul nome di Laura per organo solo 1974
- Meditazioni post omelia per il tempo di Quaresima per organo solo 2006

### Musica Corale
- Laudate Dominum per coro a voci miste
- Invoco Dio ma... per soprano, organo e coro a voci miste 2002, prima esecuzione 6 dicembre 2003[4]
- Salmi 133, 132, 131, 117 per coro, organo e quattro arpe 2009 (creazione)